# Quickness
Quickness è il quarto album in studio dei Bad Brains, pubblicato nel 1989 dalla Caroline Records.

## Tracce
1. Soul Craft – 3:07
2. Voyage Into Infinity – 3:13
3. The Messengers – 2:17
4. With The Quickness – 2:45
5. Gene Machine/Don't Bother Me – 2:59
6. Don't Blow Bubbles – 3:02
7. Sheba – 2:51
8. Yout' Juice – 2:59
9. No Conditions – 2:22
10. Silent Tears – 2:48
11. The Prophet's Eye – 4:24
12. Endtro – 0:52

## Formazione
- H.R. - voce
- Dr. Know - chitarra
- Darryl Jenifer - basso
- Earl Hudson - batteria